# Eigenfeiern der Don-Bosco-Familie
Die Eigenfeiern der Don-Bosco-Familie im Unterschied zum Allgemeinen Römischen Kalender oder zum Regionalkalender für das deutsche Sprachgebiet sind folgende:
| Datum  | Status/Farbe | Name/Feier | Relevantes Datum | Stand | Jahr der Selig-/Heiligsprechung |
| ------ | ------------ | --- | --- | --- | --- |
| 15.01. | Gedenktag    | Sel. Aloisius Variara (1875–1923) | * 15. Januar 1875 | Priester | 2002 Seligsprechung |
| 22.01. | Gedenktag    | Sel. Laura Vicuna (1891–1904) | † 22. Januar 1904 | Jugendliche | 1988 Seligsprechung |
| 24.01. | Fest         | Hl. Franz von Sales (1567–1622) | 24. Januar 1623, Tag seiner feierlichen Beisetzung                                                                              | Bischof, Kirchenlehrer, Namens- und Schutzpatron der Salesianischen Familie                                                                                         | 1665 Heiligsprechung |
| 30.01. | Gedenktag    | Sel. Bronisław Markiewicz (1842–1912) | † 29. Januar 1912 | Priester, Gründer der Michaeliten | 2005 Seligsprechung |
| 31.01. | Hochfest     | Hl. Johannes Bosco (1815–1888) | † 31. Januar 1888 | Priester, Gründer der Gesellschaft des heiligen Franz von Sales (SDB), der Kongregation der Don-Bosco-Schwestern und der Vereinigung der Salesianischen Mitarbeiter | 1934 Heiligsprechung |
| 01.02. |              | Gedächtnis aller verstorbenen Mitbrüder der Gesellschaft des heiligen Franz von Sales (SDB) | | | |
| 07.02. | Gedenktag    | Sel. Pius IX. (1792–1878) | † 7. Februar 1878 | Papst | 2000 Seligsprechung |
| 09.02. | Gedenktag    | Sel. Eusebia Palomino Yenes (1899–1935) | † 10. Februar 1935 | Jungfrau, Ordensfrau (FMA) | 2004 Seligsprechung |
| 25.02. | Fest         | Hl. Aloisius Versiglia (1873–1930) Hl. Kallistus Caravario (1903–1930) | † 25. Februar 1930 | Missionar, Salesianerbischof sowie Missionar, Priester, die beiden ersten salesianische Märtyrer                                                                    | 2000 Heiligsprechung |
| 06.05. | Fest         | Hl. Dominikus Savio (1842–1857) | wegen Fastenzeit als Fest verlegt, die Gesamtkirche gedenkt seiner an seinem Todestag, dem 9. März 1857                         | Jugendlicher, Don Boscos Schüler, Patron der kath. Jungschar und Ministranten Österreichs                                                                           | 1954 Heiligsprechung |
| 13.05. | Fest         | Hl. Maria Mazzarello (1837–1881) | † 14. Mai 1881, um einen Tag vorverlegt wegen Fest des Apostels Matthias (Generalkalender)                                      | Jungfrau, Ordensfrau (FMA), Mitbegründerin der Kongregation der Don-Bosco-Schwestern (Töchter Mariä Hilfe der Christen)                                             | 1951 Heiligsprechung |
| 14.05. |              | Gedächtnis der verstorbenen Eltern der Don-Bosco-Schwestern | | | |
| 16.05. | Gedenktag    | Hl. Aloisius Orione (1872–1940) | 16. Mai 2004, Tag seiner Heiligsprechung                                                                                        | Priester, Gründer der Söhne der göttlichen Vorsehung und der Kleinen Missionsschwestern der Caritas                                                                 | 1980 Seligsprechung, 2004 Heiligsprechung |
| 18.05. | Gedenktag    | Hl. Leonhard Murialdo (1828–1900) | nur salesianisch, die Gesamtkirche gedenkt seiner an seinem Todestag, dem 30. März 1900                                         | Priester | 1970 Heiligsprechung |
| 24.05. | Hochfest     | Hl. Maria, Hilfe der Christen | | Hauptpatronin der Kongregation der Salesianer Don Boscos, der Don-Bosco-Schwestern und der ganzen Salesianischen Familie – Hauptfest der Salesianischen Familie     | |
| 25.05. |              | Gedächtnis aller verstorbenen Don-Bosco-Schwestern, ihrer Verwandten und Wohltäter | | | |
| 29.05. | Gedenktag    | Sel. Josef Kowalski (1911–1942) | salesianisch, die Gesamtkirche gedenkt seiner am Todestag, dem 4. Juli 1942 in Auschwitz                                        | Märtyrer | 1999 Seligsprechung (gemeinsam mit 107 Märtyrern) |
| 08.06. | Gedenktag    | Sel. Stefan Sándor (1914–1953) | † 8. Juni 1953 | Märtyrer | 2013 Seligsprechung |
| 12.06. | Gedenktag    | Sel. Franz Kęsy (* 1920) Sel. Ceslaus Jóźwiak (* 1919) Sel. Edward Kaźmierski (* 1919) Sel. Jarogniew Wojciechowski (* 1922) Sel. Eduard Klinik (* 1919) alle ermordet am 24. August 1942 in Dresden | verlegt wegen Fest des Apostels Bartholomäus (Generalkalender), die Gesamtkirche gedenkt ihrer am Todestag, dem 24. August 1942 | Märtyrer ("Jugendliche Märtyrer von Dresden") | 1999 Seligsprechung |
| 23.06. | Gedenktag    | Hl. Josef Cafasso (1811–1860) | † 23. Juni 1860 | Priester, Kardinal, Don Boscos Beichtvater | 1947 Heiligsprechung |
| 04.07. | Gedenktag    | Sel. Pier Giorgio Frassati (1901–1925) | † 4. Juli 1925 | Laie, Wohltäter ("Frucht des Präventivsystems") | 1990 Seligsprechung |
| 07.07. | Gedenktag    | Sel. Maria Romero Meneses (1902–1977) | † 7. Juli 1977 | Jungfrau, Ordensfrau (FMA) | 2002 Seligsprechung |
| 02.08. | Gedenktag    | Sel. August Czartoryski (1858–1893) | * 2. August 1858 | Priester, Ordensmann | 2004 Seligsprechung |
| 25.08. | Gedenktag    | Sel. Maria Troncatti | † 25. August 1969 | Jungfrau, Ordensfrau (FMA) | 2012 Seligsprechung |
| 26.08. | Gedenktag    | Sel. Zefyrinus Namuncurà (1886–1905) | * 26. August 1886 | Jugendlicher | 2007 Seligsprechung |
| 22.09. | Gedenktag    | Sel. Joseph Calasanz Margués (1872–1936) Sel. Agustín García Calvo (1872–1936) Sel. Enrico Saiz Aparicio (1889–1936)                                                                                 | | Priester, Ordensmänner, Märtyrer gemeinsam mit 93 Gefährten in Valencia                                                                                             | 2001 Seligsprechung von Joseph Calasanz Margués und Agustín García Calvo mit Gefährten 2007 Seligsprechung von Enrico Saiz Aparicio mit 62 Gefährten. |
| 05.10. | Gedenktag    | Sel. Albert Marvelli (1918–1946) | † 5. Oktober 1946 | Laie (Ehemaliger) | 2004 Seligsprechung |
| 13.10. | Gedenktag    | Sel. Alexandrina Maria da Costa (1904–1955) | † 13. Oktober 1955 | Salesianische Mitarbeiterin Don Boscos | 2004 Seligsprechung |
| 24.10. | Gedenktag    | Hl. Aloisius Guanella (1842–1915) | † 24. Oktober 1915 | Priester | 1964 Seligsprechung, 2011 Heiligsprechung |
| 29.10. | Gedenktag    | Sel. Michael Rua (1837–1910) | salesianisch wegen Fasten- und Osterzeit, denn die Gesamtkirche gedenkt seiner am Todestag, dem 6. April 1910                   | Priester, Don Boscos Nachfolger, zweiter Generaloberer | 1972 Seligsprechung |
| 05.11. |              | Gedächtnis aller verstorbenen Mitglieder der Salesianischen Familie und aller verstorbenen Wohltäter, Freunde und Förderer des Don-Bosco-Werkes                                                      | | | |
| 13.11. | Gedenktag    | Hl. Artemide Zatti (1880–1951) | salesianisch, verlegt wegen Fastenzeit, die Gesamtkirche gedenkt seiner am Todestag, dem 15. März 1951                          | Ordensmann | 2002 Seligsprechung, 2022 Heiligsprechung |
| 15.11. | Gedenktag    | Sel. Magdalena Morano (1847–1908) | * 15. November 1847 | Jungfrau, Ordensfrau (FMA) | 1994 Seligsprechung |
| 25.11. |              | Gedächtnis der verstorbenen Eltern der Salesianer Don Boscos (SDB) | | Todestag der Mutter Don Boscos Margareta Occhiena | |
| 05.12. | Gedenktag    | Sel. Philipp Rinaldi (1856–1931) | † 5. Dezember 1931 | Priester, vierter Generaloberer, Gründer des Säkularinstitutes "Volontarie Don Boscos" (daher dort Hochfest)                                                        | 1990 Seligsprechung |

Der Eigenkalender unterliegt im Blick auf gesamtkirchliche Hochfeste und Feste der Rangordnung im Direktorium. In der obigen Tabelle wurde nicht zwischen gebotenen und fakultativen Gedenktagen unterschieden. Dieser Status unterscheidet sich auch sehr häufig innerhalb der verschiedenen Gliedgemeinschaften der Don-Bosco-Familie.